# GC/Campus
Il GC/Campus è un impianto sportivo della città di Niederhasli (Canton Zurigo) in Svizzera.
La costruzione dell'impianto sportivo è iniziata nell'agosto 2004 e l'inaugurazione è avvenuta il 21 luglio 2005. È stato completato nel 2014 aggiungendo il sesto ed ultimo campo di calcio, il secondo in erba artificiale.
Il campo principale, unico ad avere le dimensioni 105 x 68, è omologato per i campionati di Promotion League e Lega Nazionale A femminile e ospita le partite casalinghe delle squadre del Grasshopper Club Zürich femminile. La capienza totale dell'impianto, è di circa 1 300 spettatori.